# Anosia chionippe
Anosia chionippe är en fjärilsart som beskrevs av Jacob Hübner 1821/24. Anosia chionippe ingår i släktet Anosia och familjen praktfjärilar. Inga underarter finns listade i Catalogue of Life.